# Gabriele Mittag
Gabriele Mittag (* 1962 in Delmenhorst) ist eine deutsche Publizistin und Literaturwissenschaftlerin.

## Leben
Mittag studierte ab 1983 Literatur und Theaterwissenschaft in Berlin und Paris. 1987 arbeitete sie als Regieassistentin und Schauspielerin am Théâtre du Marais. Seit 1989 journalistische Tätigkeit zu kulturellen und gesellschaftspolitischen Themen für Printmedien und Hörfunk, unter anderem für den Tagesspiegel, die tageszeitung, die Berliner Zeitung, rbb, Deutschlandradio und die Süddeutsche Zeitung. Von 1995 bis 1998 war sie Redakteurin der Ost-West-Wochenzeitung Freitag, von 2002 bis 2003 als Lehrbeauftragte an der Fachhochschule Hannover sowie in der Erwachsenenbildung tätig. Seit 2003 Tätigkeit als Pressesprecherin vor allem für NGOs wie Amnesty International und gemeinnützige Unternehmen.

## Exil- und Frauenforschung
Bekannt wurde Mittag durch ihre Porträts namhafter Künstlerinnen und Emigrantinnen jüdischer Herkunft wie Gisèle Freund, Ruth Fabian und Ilse Bing und Forschungen zum französischen Internierungslager Gurs. Inspiriert durch die Begegnung mit Malerin Herta Hausmann während ihrer Pariser Zeit realisierte Mittag 1990/1991 die Ausstellung Gurs – deutsche Emigrantinnen im französischen Exil in Kooperation mit dem Werkbund-Archiv in Berlin im Martin-Gropius-Bau. 1995 publizierte sie zu diesem Thema ihre Dissertation. Es folgte eine regelmäßige Vortragstätigkeit vor allem in Baden-Württemberg über die Deportation der badischen Jüdinnen und Juden im Oktober 1940. 2000/2001 war Mittag maßgeblich an der Idee und Realisierung einer dreitägigen Buchmesse für Exil- und Migrationsliteratur in der französischen Friedrichstadtkirche beteiligt.

## Werke
- Gurs – deutsche Emigrantinnen im französischen Exil (Ausstellungskatalog). Argon Verlag, Berlin 1991, ISBN 3-87024-193-4.
- „Es gibt Verdammte nur in Gurs“. Literatur, Kultur und Alltag in einem südfranzösischen Internierungslager. 1940–1942. Attempto, Tübingen 1996. ISBN 3-89308-233-6. Diss. FU Berlin 1994
- Als Berlin noch Weltstadt war. Künstlerinnen der Weimarer Republik. In: Margret Lünenborg (Hg.): Frauenstadtbuch Berlin, Elefantenpress, Berlin 1993, ISBN 3-88520-471-1
- Schwesternreise ins Exil. Lilli Palmer, Irene Prador und Hilde Ross. In: Katharina Raabe (Hg.), Deutsche Schwestern. Vierzehn biographische Porträts, Rowohlt Berlin, Berlin 1997, ISBN 3-87134-300-5.
- Das Ende sind wir. Leben und Tod in Gurs, der ´Vorhölle von Auschwitz´. In: Barbara Diestel (Hg.), Frauen im Holocaust, Bleicher Verlag, Gerlingen 2001, ISBN 3-88350-051-8.

## Auszeichnung
- 2004 PR-Newcomerin des Jahres[1]